# Star 200
Star 200 — среднетоннажный грузовой автомобиль производства завода грузовых автомобилей «Star» в городе Стараховице (ПНР). Вытеснен с конвейера моделью Star 1142.

## История
Впервые автомобиль Star 200 был представлен в 1966 году, однако серийно автомобиль производился с 1976 года.
В разработке автомобиля принимала участие французская компания Chausson. Кабину от автомобиля Star 200 также ставили на венгерские автомобили.
Автомобиль за всю историю производства оснащался двигателями внутреннего сгорания Star S359 или Andoria SW-400 от компании Ashok Leyland. Топливный насос высокого давления взят от производителя Polskie Zakłady Lotnicze.
В 1986 году автомобиль Star 200 был модернизирован.
Производство завершилось в 1994 году.

## Галерея

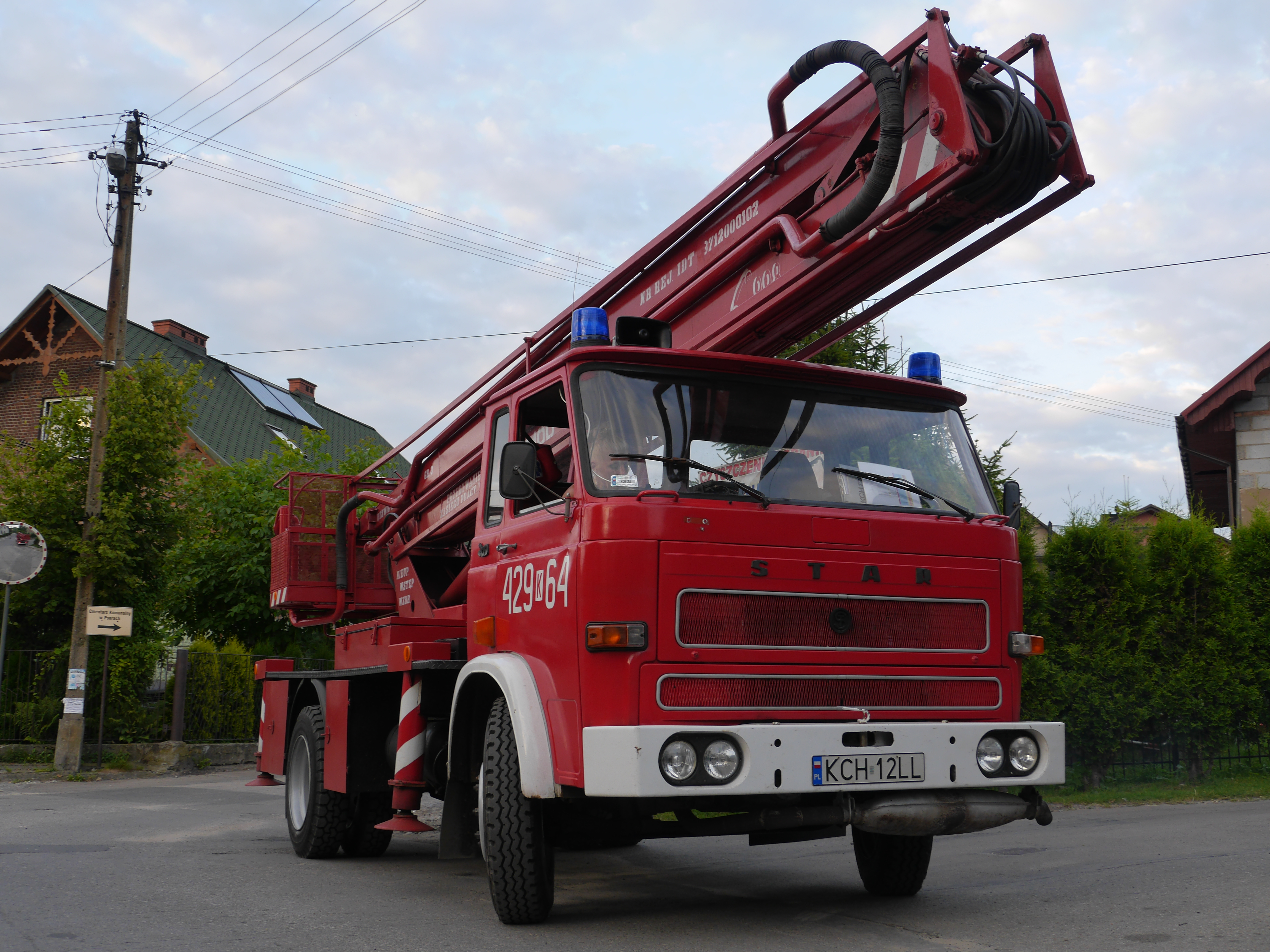
Пожарный автомобиль
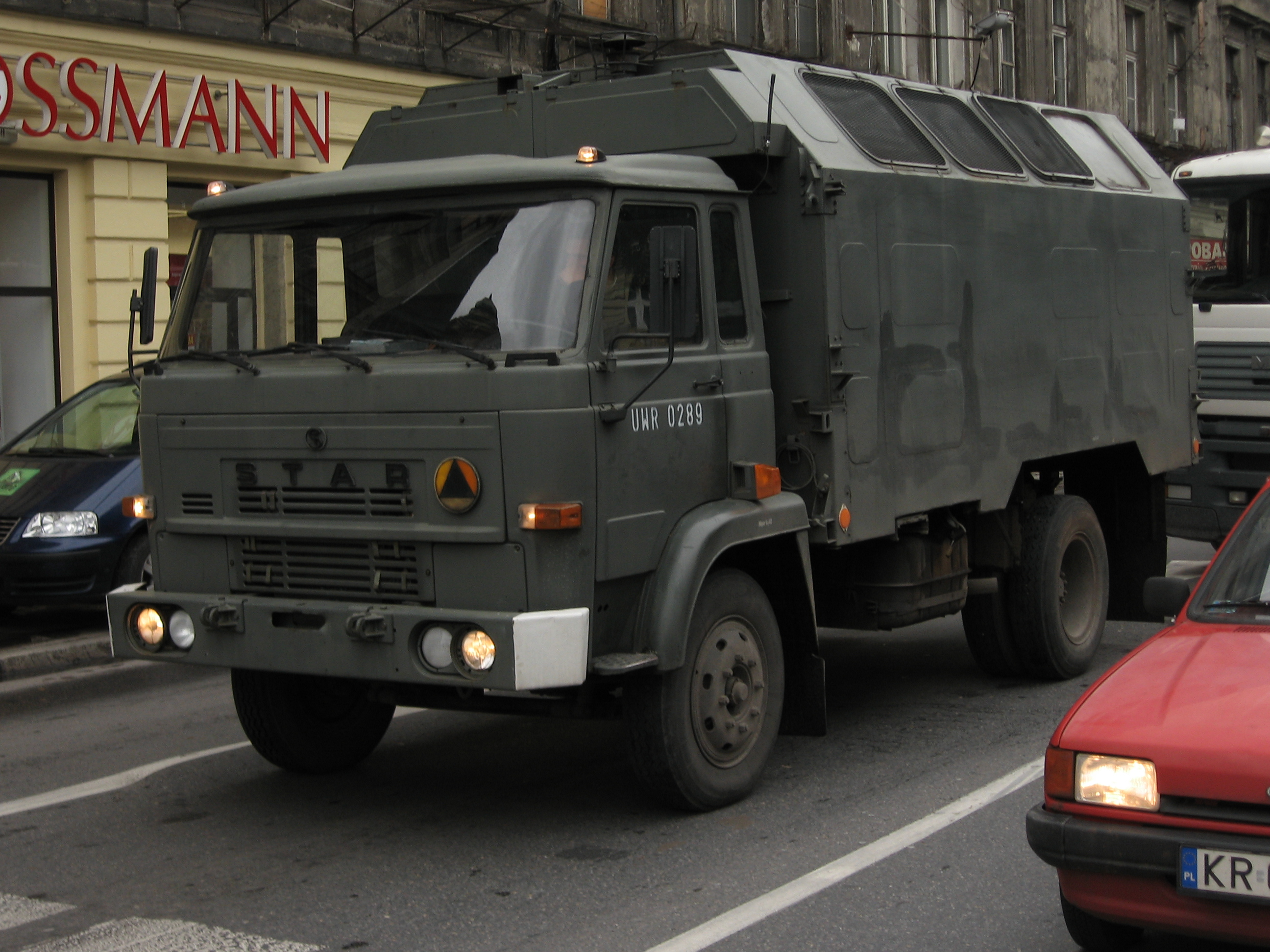
Автомобиль военного назначения
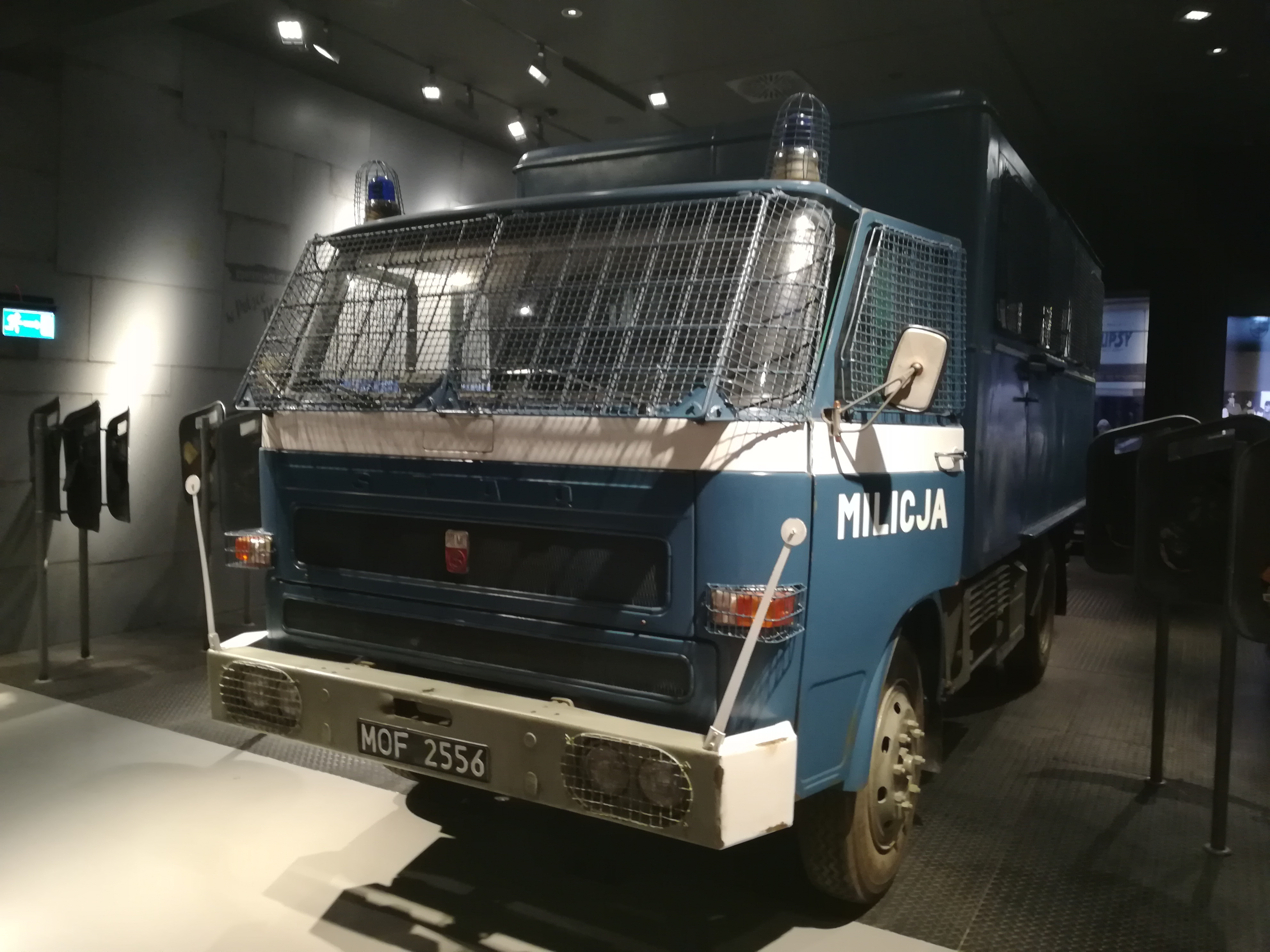
Автомобиль милиции